# Duisburg-Rheinhausen
Rheinhausen, bis 1974 eine gleichnamige, kreisangehörige Stadt des Kreises Moers, ist durch das Ruhrgebiet-Gesetz seit dem 1. Januar 1975 ein Bezirk der Stadt Duisburg mit 79.089 Einwohnern (Stand: 31. Dezember 2023) und einer Fläche von 38,68 km².

## Allgemeines

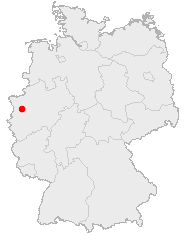
Deutschlandkarte, Position von Rheinhausen hervorgehoben

→ Hauptartikel: Rheinhausen (Niederrhein)
Rheinhausen liegt auf der linken Rheinseite auf einer Höhe zwischen 23 m und 36 m in der mittleren Niederrheinebene westlich des Rheindeiches, vor dem nördlich ein mehrere 100 m breites Vorland liegt. Rheinhausen verfügt über 10,5 km Rheinfront (von Stromkilometer 767 bis 777,5). Nachbarstädte sind Moers und Krefeld. Das Gebiet liegt in Nordrhein-Westfalen im Regierungsbezirk Düsseldorf. Zuständiges Amtsgericht ist Duisburg, zuständiger Landschaftsverband Rheinland und zuständiges Finanzamt Duisburg-West. 
Der Stadtbezirk unterhält eine Partnerschaft mit der Gemeinde Sedgefield Borough in der nordenglischen County Durham.

## Ortsteile
Zum Stadtbezirk gehören die Stadtteile Rheinhausen-Mitte mit den Ortsteilen Atrop und Schwarzenberg, Hochemmerich mit den Ortsteilen Asterlagen und Werthausen, Bergheim mit den Ortsteilen Oestrum, Trompet und Winkelhausen, Friemersheim mit den Ortsteilen Bliersheim, Hohenbudberg und Mühlenberg sowie die ehemals eigenständige Gemeinde Rumeln-Kaldenhausen.
| Nummer | Name                | Einwohner | Fläche in ha | Einw. je km² | Ausländer in % | Postleitzahl | Vorwahl |
| ------ | ------------------- | --------- | ------------ | ------------ | -------------- | ------------ | ------- |
| 601    | Rheinhausen-Mitte   | 11.267    | 142          | 7.511        | 38,1           | 47226        | 02065   |
| 602    | Hochemmerich        | 18.379    | 557          | 3.221        | 34,8           | 47226        | 02065   |
| 603    | Bergheim            | 20.316    | 957          | 2.133        | 10,8           | 47228        | 02065   |
| 604    | Friemersheim        | 12.117    | 1.210        | 1.004        | 20,2           | 47229        | 02065   |
| 605    | Rumeln-Kaldenhausen | 17.010    | 1.010        | 1.690        | 6,5            | 47239        | 02151   |
| Gesamt | Gesamt              | 79.089    | 3.868        | 2.022        | 20,8           |              |         |

Stand der Einwohnerzahlen am 31. Dezember 2023

### Wappen

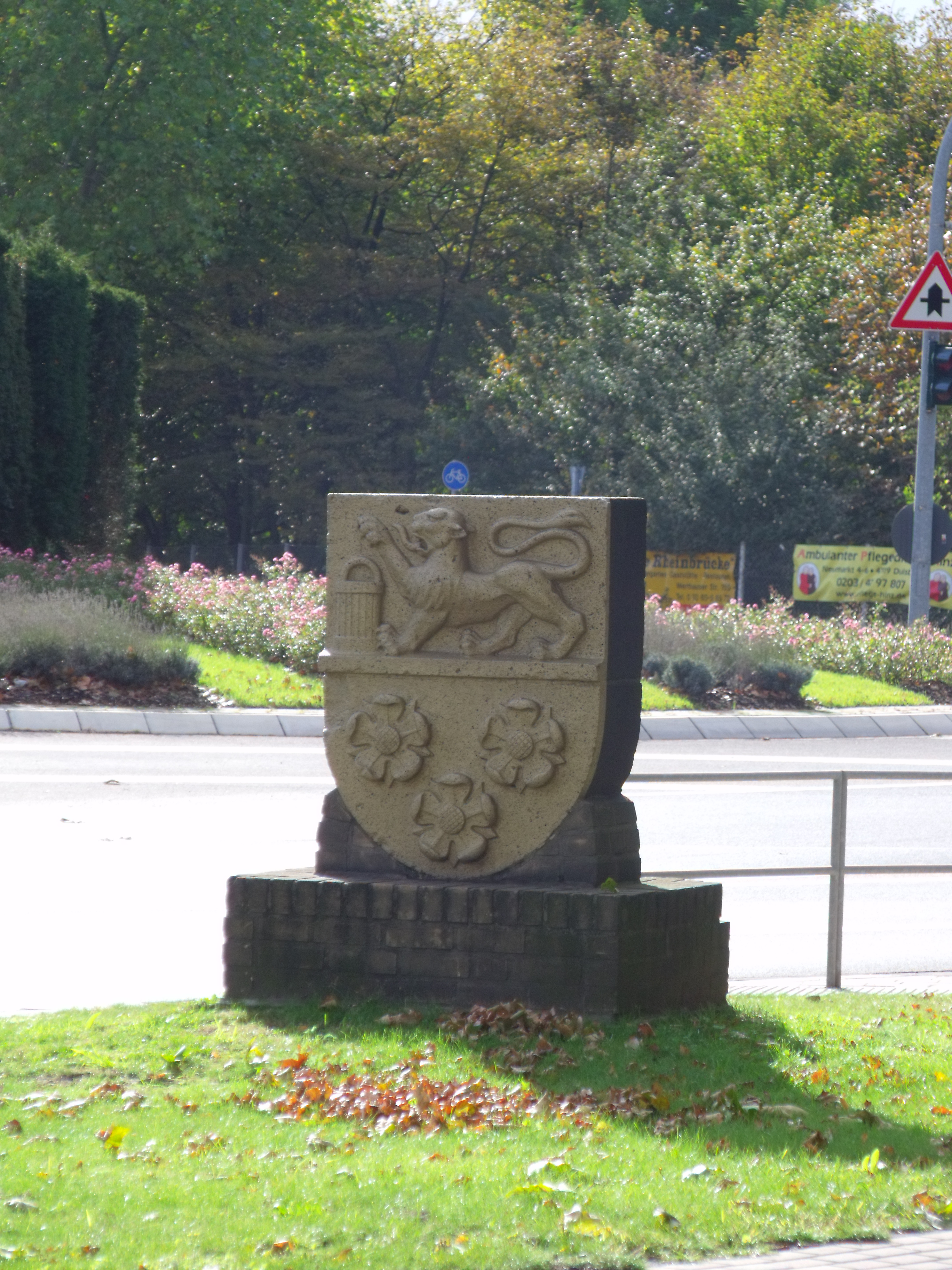
Stadtwappen an der Rheinbrücke

Stadtteller mit Stadtwappen

Blasonierung: Im Gold (Gelb) über Blau geteilten Schild, oben einen rechts schreitenden roten Löwen, einen roten Eimer in den Pranken haltend und unten drei silberne (weiße) fünfblättrige Rosen. Der Entwurf stammt von Prof. Richard Schwarzkopf aus Düsseldorf.
Bedeutung: Das Rheinhauser Stadtwappen ist das des früheren freiherrlichen Geschlechts von Vrymersheim (Friemersheim). Dem Löwen wurde der Eimer aus dem Kirchensiegel von Hochemmerich in die Pranken gegeben.
Nach dem am 20. Februar 1935 durch das preußische Innenministerium verliehene Recht zur Führung eines Stadtwappens wurden die Einzelheiten zur Verwendung des Rheinhauser Stadtwappens durch den von den Nationalsozialisten bereits 1933 inthronisierten Bürgermeister Arthur Kleinert (vormalig Hüttenbeamter) in seinen Richtlinien vom 24. Juni 1935 konkretisiert, die – wie für die damals üblich – „mit Zustimmung des Beauftragten der NSDAP“ erlassen wurden. Der Rat der Stadt Rheinhausen übernahm in seiner Hauptsatzung vom 27. Januar 1948 das alte Wappen. Weitere Einzelheiten regelte die „Ortssatzung für die Verwendung des Rheinhauser Stadtwappens“ vom 13. März 1951. Das Wappen wurde zudem in die Dienstsiegel integriert und es war ganz selbstverständlicher Bestandteil der 1954 eingeführten Rheinhauser Stadtfahne in den Farben gelb-blau.
Es ist heute das Wappen des Stadtbezirkes Rheinhausen und ziert sowohl den Glasvorbau des Rheinhauser Rathauses als Glasmosaik, die Bezirksbibliothek als auch den Kreisverkehr auf der Rheinhauser Seite der Rheinbrücke sowie einen Kreisverkehr im Eck. Bis zu seinem Abriss 1979 prangte es auch an der Giebelwand des Rheinhauser Stadttheaters. Viele Rheinhauser Vereine führen es in ihren Emblemen und Briefköpfen. Auch ist das Stadtwappen (neben dem anderer Städte) als Glasmalerei im Niederrheinfenster des Duisburger Rathauses abgebildet. Das Wappen befindet sich auch auf einer Gedenktafel in der Partnergemeinde Sedgefield Borough in der nordenglischen County Durham.

### Weg zur Eingemeindung
Pläne, das Rheinhauser Gebiet nach Duisburg einzugemeinden, bestanden schon zu Anfang des 20. Jahrhunderts. Bereits in einer in den 1920er Jahren verfassten Studie von Karl Jarres (1914–1933 Oberbürgermeister der Stadt Duisburg) schlug dieser die Gründung einer Ruhrmündungsstadt unter Einbeziehung von Rheinhausen und anderen linksrheinischen Gemeinden vor. Trotz der Barriere, die der Rhein bildete, bestanden bereits jahrhundertelang enge Beziehungen zwischen den beiden Rheinseiten. Doch der Kreistag des Kreises Moers, zu dem Rheinhausen gehörte, stimmte mit einer knappen Mehrheit gegen die Eingemeindung nach Duisburg.
Das Dorf Hohenbudberg mit Kirche wurde mit Ausnahme des großen Verschiebebahnhofs der Bundesbahn und der Eisenbahnsiedlung, die nach wie vor seit 1954 zur Stadt Rheinhausen gehören, im Jahr 1927 nach Uerdingen eingemeindet und 1929 mit diesem mit Krefeld zusammengeschlossen.
Mit einer Eingemeindung war die Rheinhauser Politik durchaus einverstanden, allerdings nicht dergestalt, wie sie später zustande kam. Seit den 1960er Jahren gab es in Rheinhausen Pläne für eine sog. „Südstadt“ (Südteil des damaligen Kreises Moers), manchmal mit, manchmal ohne die Stadt Moers, aber stets mit der Nachbarstadt Homberg und der Gemeinde Rumeln-Kaldenhausen, die aber andere Vorstellungen hatten. Zum Teil sollte auch der Ortsteil Kapellen (aus dem damaligen Kapellen-Vennikel, heute zu Moers gehörend) hinzu kommen. Die Uneinigkeit darüber war sicher auch ein Grund, dass sich andere Interessen, hier die der Stadt Duisburg, schließlich durchsetzten.
Mit der durch das Niederrhein-Gesetz geregelten kommunalen Neuordnung, die am 1. Januar 1975 wirksam wurde, wurde Rheinhausen ein Duisburger Stadtteil, zusammen mit der Gemeinde Rumeln-Kaldenhausen in einem neuen Stadtbezirk sowie den Städten Homberg und Walsum.
Letzter Rheinhauser Bürgermeister war Johann Asch, nach dem in Rheinhausen-Mitte ein Platz benannt ist. Gegen diese Eingemeindung wehrte man sich in Politik und Bevölkerung jahrelang, letztlich aber vergeblich. Rheinhausen gehörte zu den Initiatoren der Bürgerinitiative „Aktion Bürgerwille“, deren Volksbegehren, an dem sich im Februar 1974 rund 75 % der Rheinhausener Wahlberechtigten beteiligten, auf Landesebene erfolglos blieb, zumal Interesse an der Verhinderung der kommunalen Neugliederung fast nur die Einwohner kleinerer, von Eingemeindung bedrohter Gemeinden hatten und das notwendige Quorum von 20 % mit rund 6 % deutlich verfehlt wurde. Auch eine Verfassungsbeschwerde wegen der Verletzung des kommunalen Selbstbestimmungsrechtes wurde vom Verfassungsgerichtshof für das Land Nordrhein-Westfalen letztlich abgewiesen.
Auch nach der kommunalen Neugliederung war der Bezirkspolitik lange daran gelegen, eine relative Eigenständigkeit, insbesondere bei städtischen Einrichtungen, zu wahren. Büchereizweigstellen, Bäder, Jugendzentren und Altenbegegnungsstätten mussten in den folgenden Jahrzehnten dennoch teilweise geschlossen werden, da die Kommunalfinanzen der Stadt Duisburg sich zunehmend verschlechterten und diese seit 1977 Haushaltssicherungskonzepte aufstellen musste.

## Politik
Bezirksvorsteher (Bezirksbürgermeister) des Stadtbezirkes Rheinhausen waren bzw. sind:
- 1975–1984: Siegfried Schlicht, SPD (* 2. Oktober 1926, † 29. April 2009)
- 1984–1994: Hans Kleer, SPD (* 19. August 1922, † 20. Januar 2009)
- 1994–2004: Günter Heiser, SPD (* 31. Oktober 1929, † 30. Oktober 2006)
- 2004–2009: Katharina Gottschling, CDU
- 2009 – 31. Januar 2018: Winfried Boeckhorst, SPD (* 28. Februar 1938)
- 1. Februar 2018 bis September 2020: Astrid Hanske, SPD
- seit September 2020: Edeltraud Liß, SPD

### 1980er und 1990er Jahre

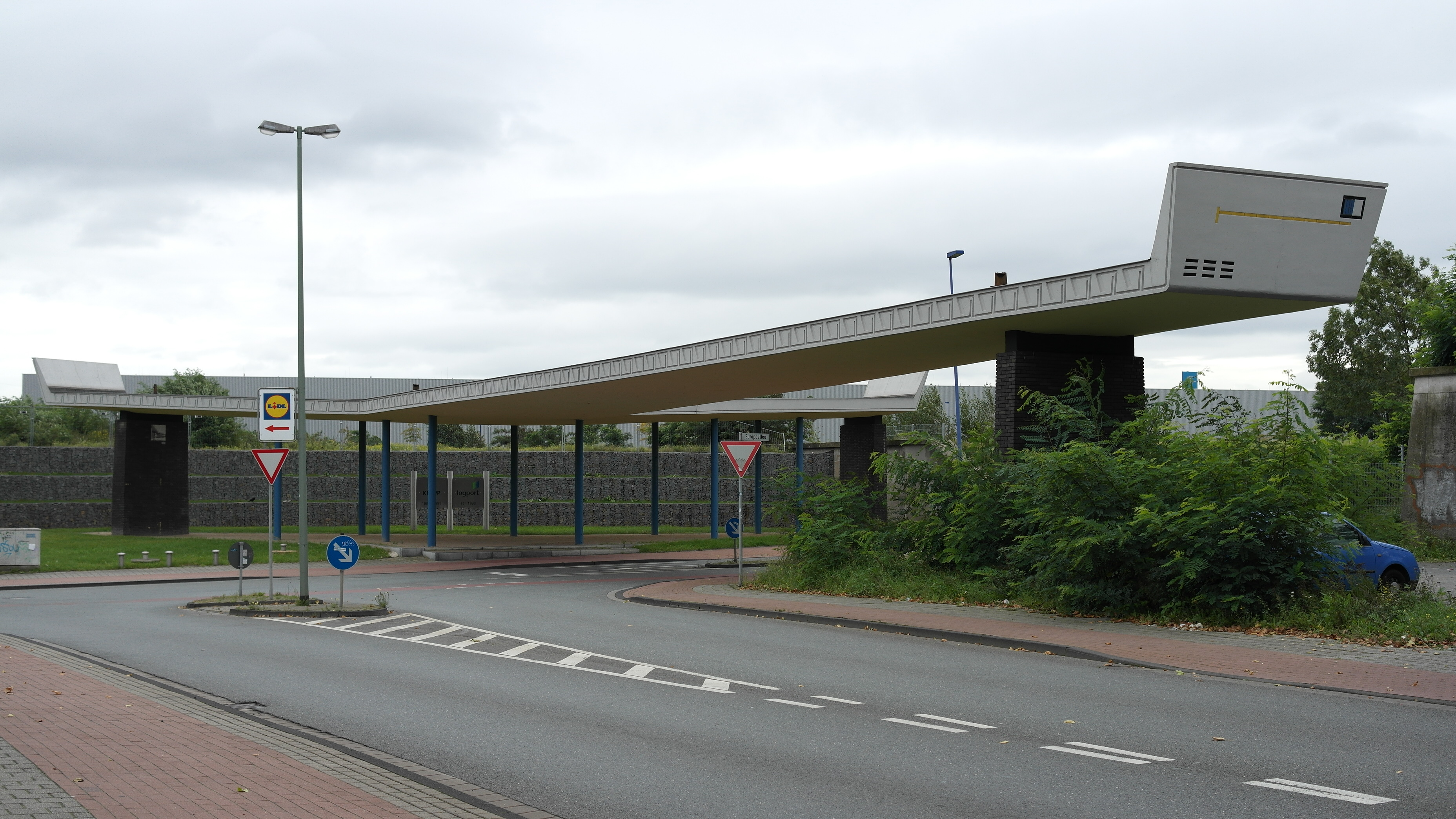
Denkmalgeschütztes, renoviertes Werktor 1, ohne Pförtnerhaus (Sept. 2015); einzig erhaltenes Element des Hüttenwerks Rheinhausen

In den 1980er Jahren machte das Kruppsche Hüttenwerk bundesweit Schlagzeilen. Zunächst wurde am 3. Dezember 1982 das Walzwerk geschlossen.
1987 erhielt der Ortsteil durch den Widerstand gegen die Schließung des Stahlwerks große Medienpräsenz. In diesem Zusammenhang wurde auch die Rheinbrücke Rheinhausen–Hochfeld (Graf-Spee-Brücke) in „Brücke der Solidarität“ umbenannt, ein Name, der später von der Stadt Duisburg offiziell übernommen wurde. Im Winter 1987/1988 folgten unter dem Motto „AufRuhr“ große Demonstrationen gegen die Schließung des verbliebenen Hüttenwerks und am 20. Februar 1988 im alten Krupp-Walzwerk das mit über 40.000 Teilnehmern bis dahin größte Hallenfestival Europas. In diesem Rahmen wurden auch die o. g. Rheinbrücke sowie die Autobahn blockiert und die Krupp-Hauptverwaltung in Essen besetzt. Monatelange Mahnwachen begleiteten die Auseinandersetzungen.
Trotz aller Proteste endete am 15. August 1993 mit der endgültigen Schließung der Kruppschen Hüttenwerke eine fast einhundertjährige Industriegeschichte. Auf dem ehemaligen Areal gibt es noch die lange Zeit unter Denkmalschutz stehenden Villen der ehemaligen leitenden Angestellten und das Casino mit dem Charme der 1950er Jahre.
Auf dem Gelände des ehemaligen Hüttenwerks entstand ein Zentrum für Logistikunternehmen unter dem Namen „Logport“.

## Museen
Auf private Initiative geht die Rheinhauser Bergbausammlung zurück, die in einer ehemaligen Altentagesstätte in Bergheim, Auf dem Berg (neben dem Wasserturm Bergheim) untergebracht ist und die Geschichte der Rheinhauser Zechen darstellt. Die Geschichte der Fa. Krupp in Rheinhausen und des Arbeitskampfes 1987/1988 gibt es als Archiv in der Bezirksbibliothek. Im Lehrerhaus im Dorf Friemersheim betreibt der Freundeskreis lebendige Grafschaft ein Heimat- und Schulmuseum.

### Mundart und Umgangssprache
Rheinhausen mit seinen über ein großes Gebiet verstreut liegenden Ortsteilen und Siedlungen liegt im südniederfränkischen Dialektgebiet. 
Die Rheinhausener Mundarten sind sehr vom Moerser „Grafschafter Platt“ beeinflusst, weichen in den einzelnen Ortsteilen aber voneinander ab: Hochemmericher, Bergheimer und Friemersheimer Plattsprecher können ihre Herkunft gegenseitig am Tonfall erkennen, auch zwischen den Dialekten von Rumeln und Kaldenhausen (das bereits in Richtung „Oedingsch Platt“ tendiert) gibt es deutliche Unterschiede.
Allerdings ist die Mundart stark im Schwinden und wird von der jüngeren Generation kaum noch verstanden. Stattdessen setzt sich eine „neue“ Umgangssprache durch, das sogenannte „Niederrhein-Deutsch“, von den Sprachforschern „Regiolekt“ genannt. Es orientiert sich zwar am Hochdeutschen, weist aber spezielle Ausprägungen auf durch die Aufnahme von Ausdrücken Zugewanderter oder Wörter der Jugendsprache. Auch die Bergmanns-Sprache hat ihre Spuren in der Umgangssprache hinterlassen. Viele kennen den Spruch vom: „..da hasse abber Futtsack dran!“.( Der Ausdruck Futtsack zeigt an, dass irgendetwas „schief gelaufen ist“. Er kommt aus der Zeit, als noch Grubenpferde unter Tage arbeiteten, die bei schwierigen Verhältnissen mit dem Futtersack ruhig gestellt wurden.)

## Gesundheit
In Rheinhausen entstand Ende 2009 gegen den Willen vieler Anwohner auf dem Gelände des ehemaligen Rangierbahnhofs Hohenbudberg eine Forensik, wo psychisch kranke Straftäter im Rahmen des Maßregelvollzugs therapiert werden. Ein Bürgerbegehren gegen die Forensik war mangels Interesse der Gesamt-Duisburger Bevölkerung, die überwiegend auf der gegenüberliegenden, rechtsrheinischen Seite lebt und sich somit nicht mit der Einrichtung der Forensik konfrontiert sah, gescheitert.
In den 2000er Jahren wurden Altenpflegeheime errichtet. Solche Einrichtungen existieren auf der Lindenallee (städt. Altenpflegeheim), evangelische Einrichtungen sind am Johanniter-Krankenhaus, in Bergheim (Bodelschwinghhaus) und im ehemaligen Rathaus Rumeln untergebracht. Katholische Einrichtung ist das Veronikaheim in Kaldenhausen, die AWO betreibt ein Pflegeheim (Lene-Reklat-Haus) auf der Friederich-Ebert-Straße, privat betriebene Häuser befinden sich am Flutweg sowie in der Eisenbahnsiedlung (Haus am Wasserturm) und ein weiteres ist am Marktplatz Hochemmerich (Duisburger Straße) in der Errichtung. Ein Behindertenwohnheim (Heinrich-Tellem-Heim) befindet sich in Asterlagen, ebenso eine Werkstatt für behinderte Menschen, beide betrieben von der Caritas. Die Kirchengemeinde St. Josef betreibt in Friemersheim ein Kinderheim.
Außerdem besteht eine Tierklinik mit Sitz im Businesspark Asterlagen.

## Schienenverkehr
In Rheinhausen gibt es derzeit
- den Bahnhof Rheinhausen (im Ortsteil Friemersheim, jetziges Gebäude 1903 errichtet, jedoch wird dieses inzwischen nicht mehr genutzt und steht leer),
- den Haltepunkt Rheinhausen Ost (seit 1906, gegenüber dem damaligen Tor 1 der Krupp’schen Hüttenwerke, errichtet anlässlich eines Kaiserbesuchs zur Besichtigung des Hüttenwerkes), beide an der Strecke Duisburg–Mönchengladbach,
- den Haltepunkt Rumeln (eröffnet 1921; ein Haltepunkt Kaldenhausen bestand von 1880 bis 1961)
- den Bahnhof Trompet (ältester Bahnhof, eröffnet 1849[13], jetziges Gebäude 1928 errichtet, Abriss 2022), beide an der Bahnstrecke Rheinhausen–Kleve.

Hier verkehren zwischen Duisburg und Krefeld beziehungsweise Moers im Schienenpersonennahverkehr (SPNV) täglich im Stunden-, teilweise im Halbstundentakt
- die RB 31 Der Niederrheiner (Mo–So) Duisburg Hbf - Moers Bf - Xanten Bf
- die RB 31 Der Niederrheiner (Sa, So und Feiertage) Duisburg Hbf - Moers Bf - Kamp-Lintfort Süd Landesgartenschau 2020
- die RB 33 Rhein-Niers-Bahn.
- die RB 35 Emscher-Niederrhein-Bahn
- der RE 42 Niers-Haard-Express
- der RE 44 Fossa-Emscher-Express (Mo–Fr) Moers Bf - Bottrop Hbf

Für den gesamten ÖPNV gilt der Tarif des Verkehrsverbundes Rhein-Ruhr und tarifraumüberschreitend der NRW-Tarif.
An der Stadtgrenze zu Krefeld gab es mit dem Rangierbahnhof Hohenbudberg einst einen der größten Verschiebebahnhöfe Deutschlands. Er wurde 1901 in Betrieb genommen, nachdem bereits ab 1896 ein Vorläufer unter dem Namen Aufstellungsbahnhof Budberg-Friemersheim bestand und Ende der 1990er Jahre abgebaut, nachdem der Betrieb bereits 1986 eingestellt wurde. Hier ist jetzt ein Gewerbegebiet (Logport 3) errichtet worden.

### Freileitungskreuzung des Rheins in Duisburg-Rheinhausen
Auffallend sind die 118,8 Meter hohen Freileitungsmasten der kombinierten 220-kV-/110-kV-Freileitung über den Rhein mit einer Spannweite von 570 Metern. Diese 1926 errichteten Freileitungsmaste (linke Rheinseite: 51° 24′ 59″ N, 6° 43′ 53″ O, rechte Rheinseite: 51° 25′ 9″ N, 6° 44′ 16″ O) sind nicht nur wegen ihrer großen Höhe, sondern auch durch die ungewöhnliche Anordnung der Leiterseile in sechs Ebenen bemerkenswert.

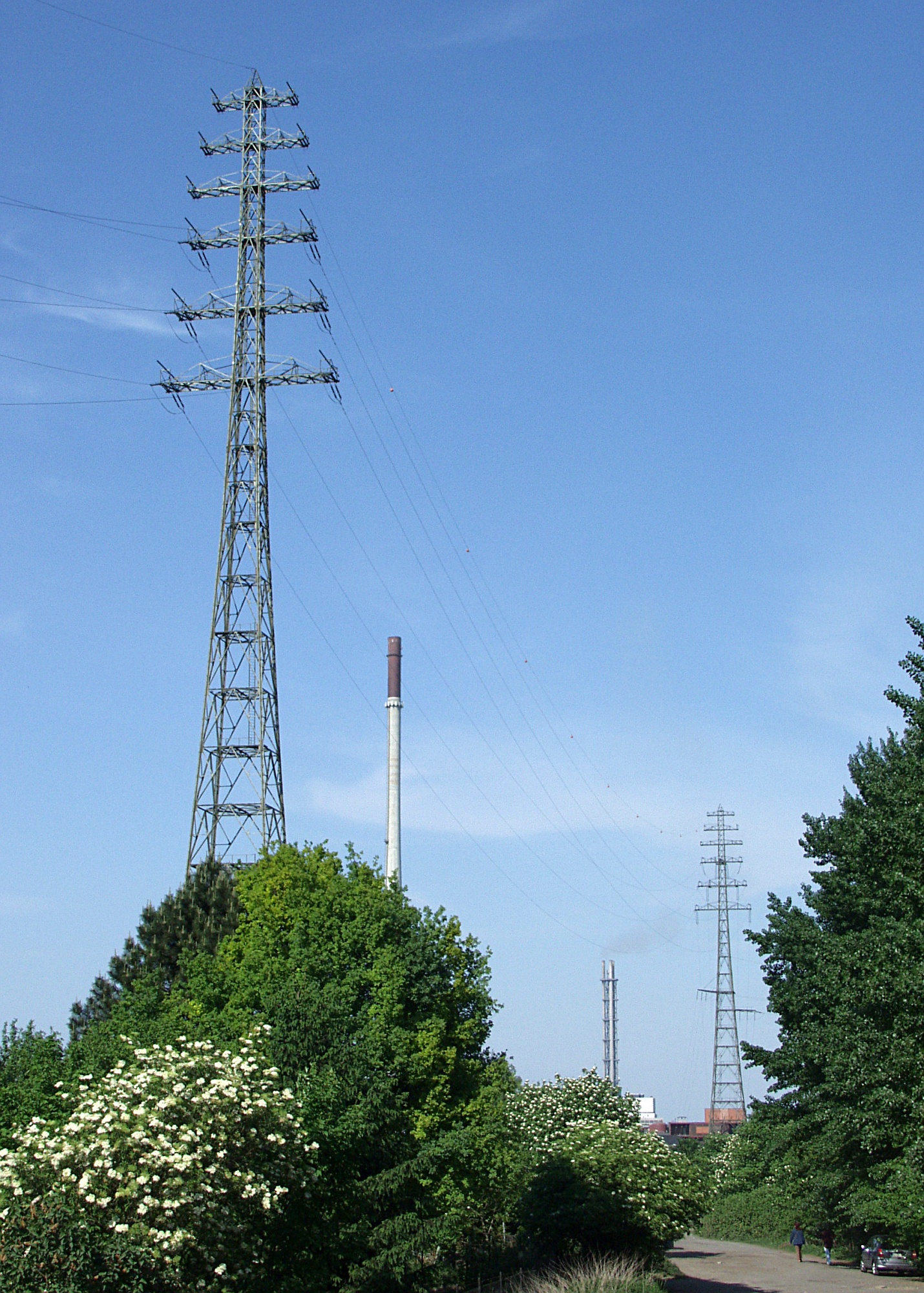
Freileitungsmasten, Blick vom linken Rheinufer

Im Unterschied zu der im Leitungsbau allgemein üblichen Konvention, die Leiterseile für die höheren Spannungen auf den obersten Traversen zu montieren, befinden sich bei diesen Masten auf den unteren Traversen die Leiterseile für 220 kV und auf den oberen Traversen die Leiterseile für 110 kV.
| Technische Daten: | Technische Daten: | Technische Daten: | Technische Daten: | Technische Daten: | Technische Daten: | Technische Daten: |
| ----------------- | ----------------- | ----------------- | ----------------- | ----------------- | ----------------- | ----------------- |
| Traverse Nr.      | 1                 | 2                 | 3                 | 4                 | 5                 | 6                 |
| Höhe              | 81,8 m            | 89,8 m            | 97,8 m            | 103,8 m           | 109,0 m           | 115,0 m           |
| Breite            | 17,5 m            | 15,0 m            | 12,5 m            | 13,5 m            | 11,0 m            | 8,5 m             |
| Spannung          | 220 kV            | 220 kV            | 220 kV            | 110 kV            | 110 kV            | 110 kV            |